# مسجد ديماوكوم
مسجد ديماوكوم أو المسجد الزهري هو مسجد يقع في منطقة داتو سعودي امباتوان في مدينة ماجوينداناو في الفلبين، تم تمويل بناء المسجد من قبل عمدة منطقة داتو سعودية امباتوان سامودين ديماكون، وكانت الأرض التي تم بناء المسجد عليها من ممتلكات عائلة رئيس البلدية، وقد صبع المسجد باللون الوردي ليرمز إلى السلام والمحبة، وقد بني من قبل العمال المسيحيين ليرمز إلى التعايش بين الأديان.

## وصلات خارجية
- موقع مسجد ديماوكوم
- البوم صور مسجد ديماوكوم